# Hoekmazig kalknetje
Het hoekmazig kalknetje (Badhamia capsulifera) is een slijmzwam die behoort tot de familie Physaraceae. Het leeft saprotroof op in bossen op dood loofhout.

## Kenmerken
Kenmerkend is het hoekmazig net van kalkdraden binnenin het vruchtlichaam.

## Verspreiding
Het hoekmazig kalknetje komt voor in Europa en Noord-Amerika. Sporadisch wordt het ook buiten deze gebieden waargenomen. In Nederland komt het vrij zeldzaam voor. Het staat niet op de rode lijst en is niet bedreigd.